# 1883 (miniserie televisiva)
1883 è una miniserie televisiva statunitense del 2021 di genere western, ideata da Taylor Sheridan, prequel di Yellowstone e di 1923.
La serie segue le vicende della famiglia Dutton nel 1883, raccontando la storia di come divenne proprietaria di alcune vaste terre nel territorio del Montana. Viene distribuita sulla piattaforma streaming Paramount+ dal 19 dicembre 2021 al 27 febbraio 2022. In Italia è stata interamente pubblicata sulla piattaforma streaming on demand Paramount+ il 15 settembre 2022. 

## Trama
Ambientata dopo la Guerra di secessione americana, nel periodo della Gilded Age, la famiglia Dutton lascia il Tennessee dirigendosi verso il Texas e unendosi a un gruppo di immigranti europei, intraprendendo un arduo viaggio prima di raggiungere il Montana e costruire lo Yellowstone Ranch.

## Personaggi e interpreti

### Principali
- Shea Brennan, interpretato da Sam Elliott, doppiato da Paolo Buglioni.
Agente della Pinkerton Agency che guida la spedizione. Brennan è un ex capitano che servì nella Union Army durante la Guerra di secessione americana. Sua moglie Helen e sua figlia sono morte entrambe di vaiolo poco prima dell'inizio della missione. Mentre piange la loro morte, le crema dando fuoco alla loro abitazione e contempla il suicidio, ma viene interrotto dall'arrivo di Thomas.
- James Dutton, interpretato da Tim McGraw, doppiato da Simone D'Andrea.
Bisnonno di John Dutton. Originario del Tennessee, era un capitano nell'Esercito degli Stati Confederati durante la guerra civile ma fu ferito nella battaglia di Antietam e catturato. È stato tenuto prigioniero in un campo di prigionia dell'Unione per tre anni. Si unisce alla carovana con la sua famiglia dopo aver conosciuto Brennan e Thomas a Fort Worth, Texas.
- Margaret Dutton, interpretato da Faith Hill, doppiata da Eleonora De Angelis.
Bisnonna di John Dutton e matriarca della famiglia. Viaggia col treno dal Tennessee con i figli, la cognata, Claire, e sua nipote, Mary Abel, verso Fort Worth e inizia il viaggio con suo marito James.
- Elsa Dutton, interpretato da Isabel May, doppiata da Ludovica Bebi.
Figlia diciassettenne di James e Margaret. Indisciplinata e innocente, aspetta con impazienza la spedizione come una grande avventura. Elsa viene temprata dal difficile viaggio verso ovest diventando un'abile cowgirl.
- Thomas, interpretato da LaMonica Garrett, doppiato da Marco Vivio.
Agente Pinkerton e sergente veterano dell'U.S. Army di un reggimento dei Buffalo Soldier. Si allea con Shea Brennan per aiutare a guidare il gruppo. In seguito si innamora di Noemi.
- Josef, interpretato da Marc Rissmann, doppiato da Alessandro Budroni.
Immigrato tedesco marito di Risa che lavorava come carpentiere prima di viaggiare in America. Aiuta la spedizione facendo da interprete per il suo gruppo.
- John Dutton Sr., interpretato da Audie Rick., doppiato da Francesco Raffaeli.
Nonno di John Dutton. È il figlio minore di James e Margaret, fratello di Elsa, ha cinque anni all'inizio del viaggio.
- Ennis, interpretato da Eric Nelsen, doppiato da Stefano Sperduti.
Giovane cowboy pagato per scortare il gruppo e badare al bestiame. Inizia una relazione con Elsa.
- Wade, interpretato da James Landry Hébert, doppiato da Gabriele Lopez.
Cowboy, amico di Ennis, pagato per scortare il gruppo e badare al bestiame.
- Colton, interpretato da Noah Le Gros, doppiato da Andrea Lavagnino.
Cowboy che si unisce al gruppo dopo la morte di Ennis, durante il guado del fiume Red River.

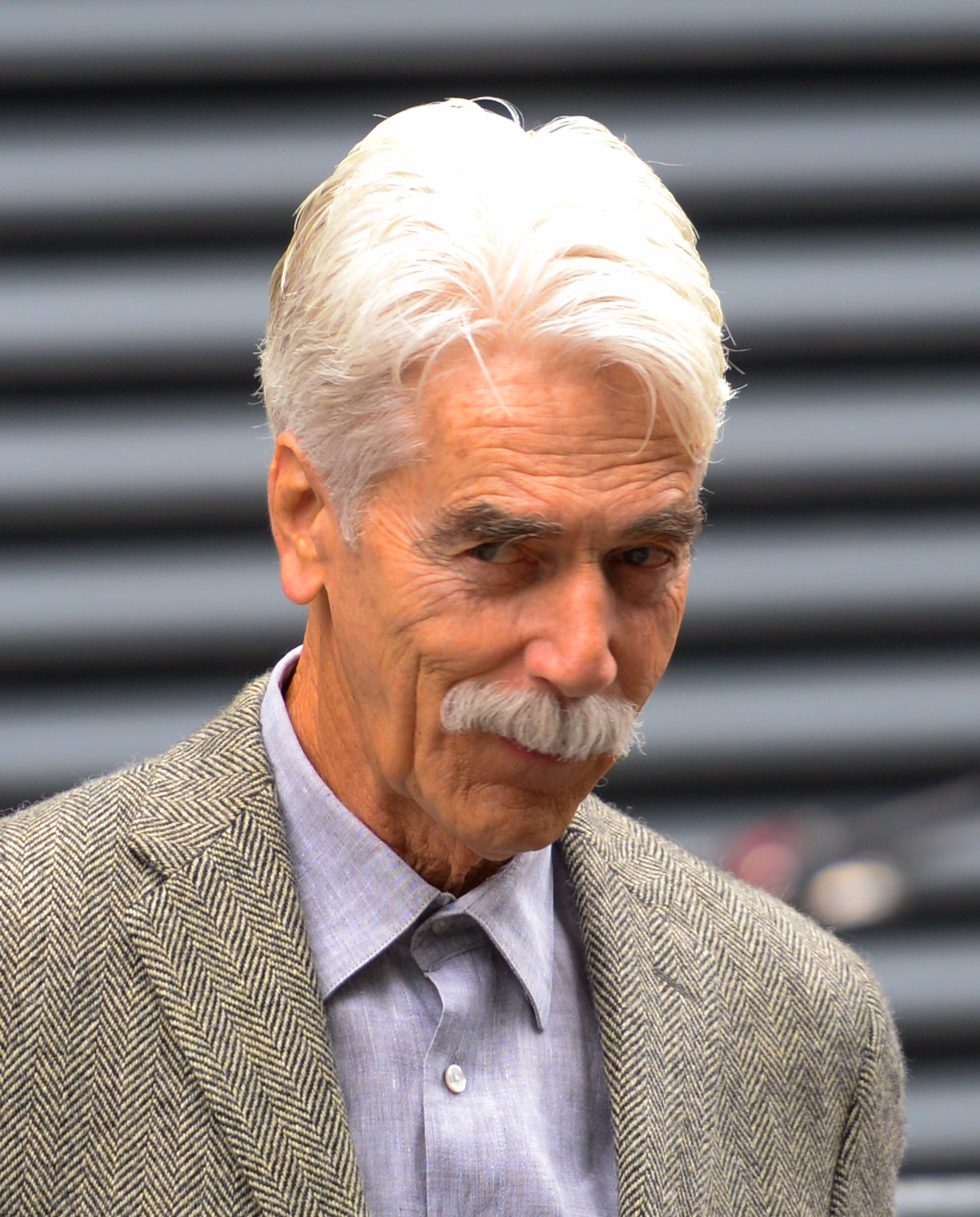
Sam Elliott
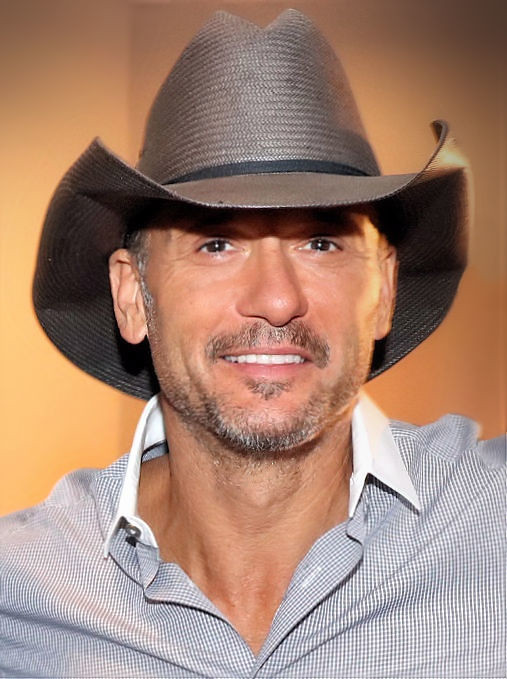
Tim McGraw
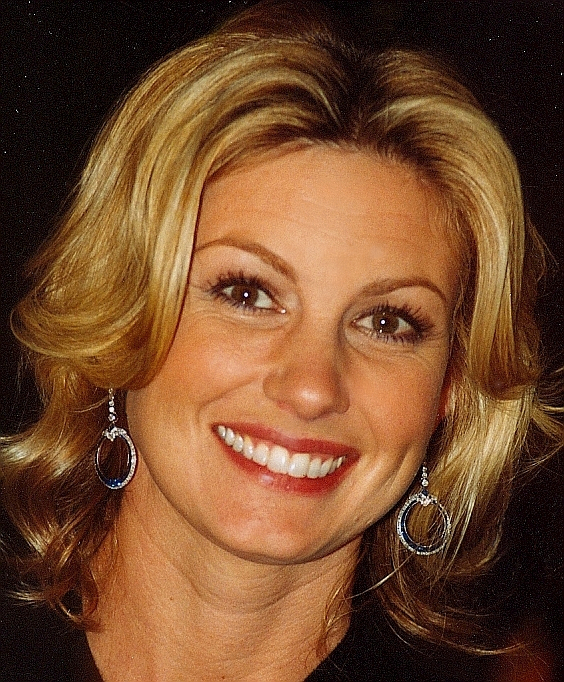
Faith Hill
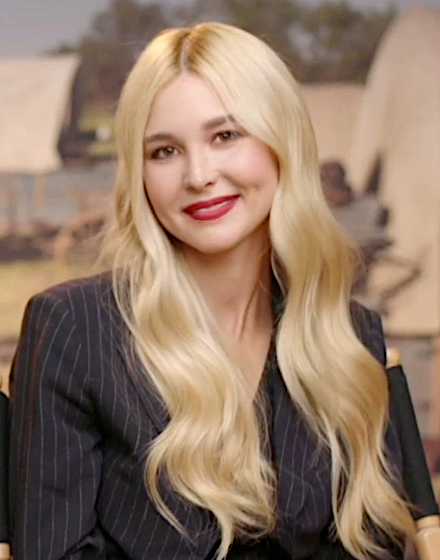
Isabel May
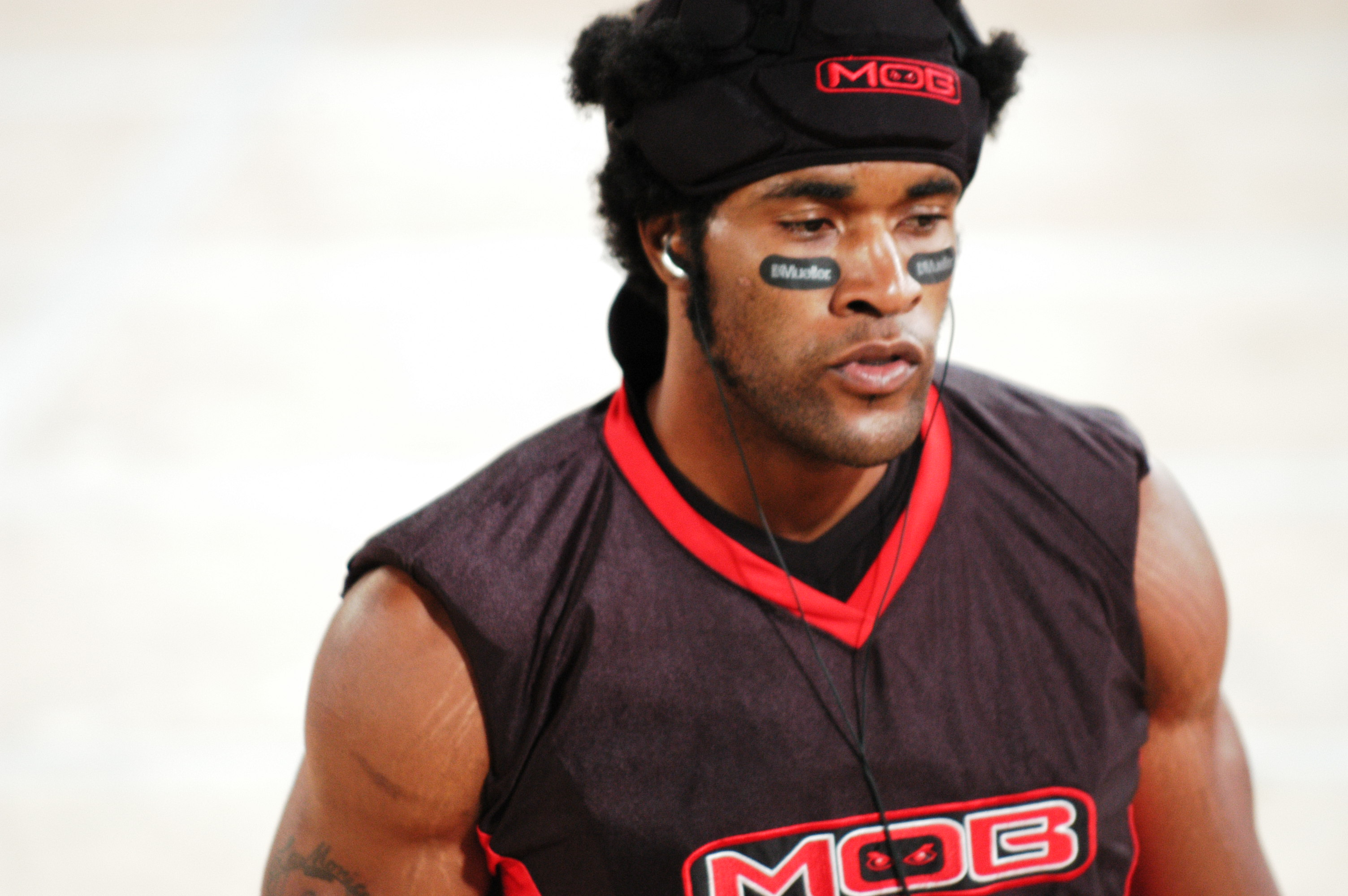
LaMonica Garrett
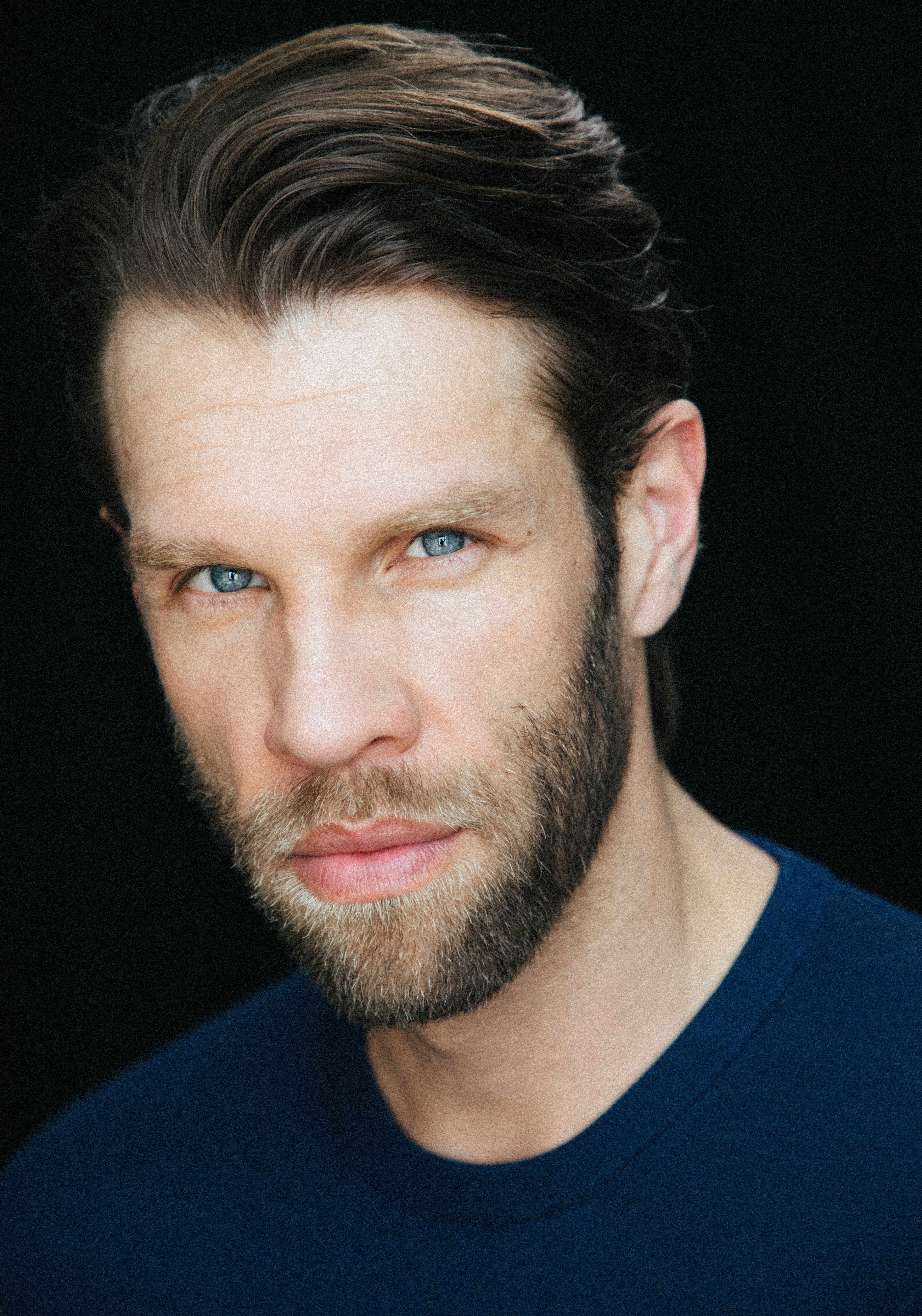
Marc Rissmann

### Ricorrenti
- Grady, interpretato da Alex Fine, doppiato da Jacopo Venturiero.
Esperto cowboy e capo di un gruppo di sei mandriani, che accetta di aiutare una squadra priva di esperienza a radunare i Longhorn per il loro lungo viaggio.
- Noemi, interpretata da Gratiela Brancusi, doppiata da Erica Necci.
Vedova rom che ha perso suo marito di recente e deve crescere i suoi due figli da sola. Iniziera' una relazione con Thomas.
- Risa, interpretata da Anna Fiamora, doppiata da Alessandra Grado.
Giovane donna immigrata tedesca moglie di Josef.
- Nikolai, interpretato da Malcolm Stephenson.
Immigrato tedesco che fa parte del gruppo di Josef.
- Alina, interpretata da Amanda Jaros, doppiata da Antilena Nicolizas.
Donna immigrata ambiziosa e determinata.
- Sam, interpretato da Martin Sensmeier, doppiato da Guido Di Naccio.
Abile guerriero Comanche leale a Quanah Parker. Si sposera' con Elsa Dutton.
- Cookie, interpretato da James Jordan, doppiato da Gianluca Machelli.
Cuoco sboccato le cui decisioni conducono il gruppo al confronto con una comitiva di Lakota accaniti.

### Guest
- Claire Dutton, interpretata da Dawn Olivieri, doppiata da Claudia Catani.
Sorella di James Dutton rimasta vedova che si unisce alla sua famiglia al viaggio per trovare una nuova casa.
- Mary Abel Dutton, interpretata da Emma Malouff.
Ultima figlia ancora in vita di Claire, cugina di Elsa e John Dutton Sr.
- Sceriffo Jim Courtright, interpretato da Billy Bob Thornton, doppiato da Marco Mete.
 Sceriffo di Fort Worth, che aiuta James Dutton, Shea e Thomas ad uccidere i banditi che hanno attaccato e ucciso molti del loro gruppo tra cui Mary Abel Dutton.
- Generale George G. Meade, interpretato da Tom Hanks, doppiato da Angelo Maggi.
In un flashback sulla battaglia di Antietam, consola James Dutton dopo l'uccisione dei suoi commilitoni, prima che venga fatto prigioniero.
- Carolyn, interpretata da Rita Wilson, doppiata da Cinzia De Carolis.
Cordiale proprietaria di un emporio a Doan's Crossing, al confine tra il Texas e l'Oklahoma.
- Charles Goodnight, interpretato da Taylor Sheridan, doppiato da Gabriele Sabatini.
Proprietario di un ranch che caccia i ladri di bestiame.
- Aquila Maculata, interpretato da Graham Greene.
Anziano Crow che prova ad aiutare Elsa e propone a James di andare a Paradise Valley, la destinazione finale della famiglia Dutton.

## Produzione

### Sviluppo
Nel febbraio 2021, Taylor Sheridan ha firmato un contratto quinquennale con ViacomCBS e MTV Entertainment Group dopo il successo di Yellowstone. In base all'accordo, avrebbe creato nuove serie per entrambi gli studi. Uno di questi era Y: 1883 (titolo inizialmente previsto), prequel di Yellowstone. Sheridan ha detto di aver lottato con il blocco dello scrittore dopo aver venduto il concept alla Paramount+, ma è riuscito a superarlo mentre lavorava a un'altra serie, Mayor of Kingstown.

### Riprese
Le riprese della serie sono iniziate nell'agosto 2021 in Texas e sono continuate sino al gennaio 2022, spostandosi nel Montana. Molti attori hanno espresso il loro disagio per le basse temperature durante le riprese nel Montana. La star Faith Hill ha considerato le riprese come "la cosa più fisicamente e mentalmente impegnativa che abbiamo mai fatto”.
Isabel May ha alluso alla ricerca di "autenticità" di Taylor Sheridan riguardo all'assenza di cosmetici o alla rasatura dei peli delle ascelle. La May ha sottolineato quello che era il volere del produttore fin dall'inizio: “Voleva che tutto fosse autentico. Le donne non hanno iniziato a radersi fino agli anni ’20, voleva davvero che fosse un aspetto dello spettacolo, quindi sono stata più che felice di accontentarlo”.

### Possibili ulteriori episodi
Anche se inizialmente era prevista una durata limitata per la serie, il 15 febbraio 2022, visto il grande successo riscosso viene ipotizzata la produzione di nuovi episodi. La Paramount decide però di interrompere lo stesso la produzione, il seguito della serie sarà invece 1923. Una miniserie spin-off, 1883: The Bass Reeves Story, è stata annunciata nel maggio 2022.

### Crossover conYellowstone
Per presentare la nuova serie 1883 ai telespettatori, Tim McGraw e Faith Hill hanno preso parte ad alcuni flashback nella quarta stagione di Yellowstone nei panni di James e Margaret Dutton mostrando la vita nel ranch Dutton nel 1893, dieci anni dopo l'arrivo della famiglia Dutton nel Montana.

## Accoglienza

### Critica
La miniserie ha ricevuto recensioni generalmente positive dalla critica. Rotten Tomatoes riporta l'89% delle recensioni professionali positive, con un voto medio di 7,40 su 10 basato su 27 critiche. Il consenso critico del sito web indica: «1883 può sembrare troppo risoluta per essere un western adeguatamente sbozzato, ma i telespettatori vorranno montare in sella per l'imponente protagonista Sam Elliott.» Metacritic, invece, ha assegnato un punteggio di 69 su 100 basato su 12 recensioni, indicando "recensioni generalmente favorevoli".

## Riconoscimenti
- 2022 – Premio Emmy[11]
  - Candidatura per la miglior regia per una miniserie, serie antologica o film TV a Ben Richardson per 1883 e Christina Alexandra Voros per Saetta dai Capelli Gialli
  - Candidatura per il miglior componimento musicale per una miniserie, serie antologica o film TV a Brian Tyler e Breton Vivian per 1883
- 2023 – Screen Actors Guild Awards[12]
  - Miglior attore in una miniserie o film per la televisione a Sam Elliott